# Sipan Shiraz
Sipan Shiraz, in armeno Սիփան Շիրազ (Erevan, 25 giugno 1967 – Erevan, 15 aprile 1997), è stato un poeta, pittore e scultore armeno.

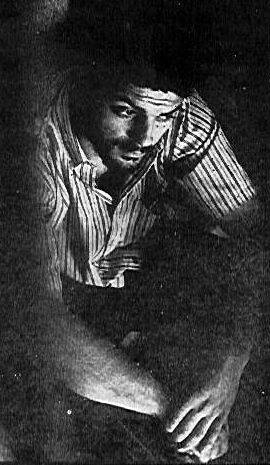
Sipan Shiraz

Figlio del poeta Hovhannes Shiraz, ha frequentato l'Istituto d'Arte di Ereván. Ha pubblicato raccolte di poesia (sette in tutto) e memorie sul padre. Ha lavorato nella radio ed è stato membro dell'Unione degli scrittori armeni. Secondo il poeta Artashes Ghazaryan, "Sipan visse come una meteora". 
Morto a soli 29 anni, è sepolto nel Pantheon del cimitero centrale di Erevan.

## Opere (parziale)
- Mahamerdz tari, Erevan, 1992, 149 p., ISBN 5-550-00815-7
- Hayrik, Erevan, 1993, 103 p.
- Poemi scelti, 2008, 272 p.